# فهرست شهرهای یوتا

## شهرها و شهرستان‌ها
و علامت * نشان دهنده این است که این شهر یا شهرک، مرکز شهرستان است.
| نام                | شهرستان                                   | جمعیت (2010) | مساحت (2010)                          | ارتفاع از سطح دریا    | سال بنیان‌گذاری | Median household income (1999) | علا نام گذاری |
| ------------------ | ----------------------------------------- | ------------ | ------------------------------------- | --------------------- | -------------- | ------------------------------ | --- |
| آلپاین             | شهرستان یوتا                              | ۹٬۵۵۵        | ۷٫۴۳ مایل مربع (۱۹٫۲ کیلومتر مربع)    | ۴٬۹۵۱ فوت (۱٬۵۰۹ متر) | ۱۸۵۰           | $۷۲٬۸۸۰                        | Adjacent high mountains of the Wasatch Mountains and Traverse Mountains                                                                          |
| آلتا               | شهرستان سالت‌لیک                           | ۳۸۳          | ۴٫۶۲ مایل مربع (۱۲٫۰ کیلومتر مربع)    | ۸٬۵۶۰ فوت (۲٬۶۱۰ متر) | ۱۸۶۶           | $۵۱٬۲۵۰                        | زبان اسپانیایی word for "high" due to Alta's elevation                                                                                           |
| آلتامونت           | شهرستان دوشن                              | ۲۲۵          | ۰٫۱۴ مایل مربع (۰٫۳۶ کیلومتر مربع)    | ۶٬۳۸۸ فوت (۱٬۹۴۷ متر) | [ a ]          | $۲۸٬۷۵۰                        | Composite name of nearby peaks Altonah and Mt. Emmons                                                                                            |
| آلتون              | شهرستان کین                               | ۱۱۹          | ۲٫۱۲ مایل مربع (۵٫۵ کیلومتر مربع)     | ۷٬۰۴۱ فوت (۲٬۱۴۶ متر) | [ a ]          | $۳۰٬۸۸۳                        | Alton Fjord in نروژ |
| آمالگا             | شهرستان کش                                | ۴۸۸          | ۳٫۵۷ مایل مربع (۹٫۲ کیلومتر مربع)     | ۴٬۴۳۹ فوت (۱٬۳۵۳ متر) | ۱۸۶۰           | $۴۲٬۱۴۳                        | Amalgamated Sugar Company |
| آمریکن فورک        | شهرستان یوتا                              | ۲۶٬۲۶۳       | ۹٫۳۰ مایل مربع (۲۴٫۱ کیلومتر مربع)    | ۴٬۶۰۶ فوت (۱٬۴۰۴ متر) | ۱۸۵۰           | $۵۱٬۹۵۵                        | American Fork River, a tributary of Utah Lake |
| آنابلا             | شهرستان سویر                              | ۷۹۵          | ۰٫۷۰ مایل مربع (۱٫۸ کیلومتر مربع)     | ۵٬۲۹۲ فوت (۱٬۶۱۳ متر) | ۱۸۷۱           | $۴۰٬۰۰۰                        | Composite name of Ann S. Roberts and Isabella Dalton, woman settlers of Annabella                                                                |
| آنتیموان           | شهرستان گارفیلد                           | ۱۲۲          | ۱۰٫۱۱ مایل مربع (۲۶٫۲ کیلومتر مربع)   | ۶٬۴۵۳ فوت (۱٬۹۶۷ متر) | ۱۸۷۳           | $۲۲٬۵۰۰                        | The metal آنتیموان that was mined in the area |
| اپل ولی            | شهرستان واشینگتن                          | ۷۰۱          | ۴۰٫۷۹ مایل مربع (۱۰۵٫۶ کیلومتر مربع)  | ۴٬۹۴۱ فوت (۱٬۵۰۶ متر) | [ a ]          | N/A                            | [ c ] |
| آرورا              | شهرستان سویر                              | ۱٬۰۱۶        | ۱٫۰۴ مایل مربع (۲٫۷ کیلومتر مربع)     | ۵٬۲۰۰ فوت (۱٬۶۰۰ متر) | ۱۸۷۵           | $۴۴٬۹۱۱                        | آورورا (الهه), the Roman goddess of dawn |
| بالارد             | شهرستان یینتا                             | ۸۰۱          | ۱۳٫۹۲ مایل مربع (۳۶٫۱ کیلومتر مربع)   | ۵٬۰۴۹ فوت (۱٬۵۳۹ متر) | [ a ]          | $۳۵٬۲۷۸                        | Melvin J. Ballard, a LDS Church Apostle |
| بیر ریور سیتی      | شهرستان باکس الدر                         | ۸۵۳          | ۱٫۵۴ مایل مربع (۴٫۰ کیلومتر مربع)     | ۴٬۲۵۸ فوت (۱٬۲۹۸ متر) | ۱۸۶۶           | $۵۲٬۲۱۲                        | Bear River, a ۳۵۰-مایل (۵۶۰-کیلومتر) river and largest tributary of the دریاچه نمک یوتا                                                          |
| بیور، یوتا*        | شهرستان بیور                              | ۳٬۱۱۲        | ۶٫۵۴ مایل مربع (۱۶٫۹ کیلومتر مربع)    | ۵٬۹۰۲ فوت (۱٬۷۹۹ متر) | ۱۸۵۶           | $۳۳٬۶۴۶                        | Beaver River, a ۲۴۲-مایل (۳۸۹-کیلومتر) river that eventually disappears into the ground                                                          |
| بیکنل              | شهرستان وین                               | ۳۲۷          | ۰٫۶۲ مایل مربع (۱٫۶ کیلومتر مربع)     | ۷٬۱۲۳ فوت (۲٬۱۷۱ متر) | ۱۸۷۹           | $۳۲٬۷۵۰                        | Thomas W. Bicknell, who donated 500 books to the library                                                                                         |
| بیگ واتر           | شهرستان کین                               | ۴۷۵          | ۶٫۱۶ مایل مربع (۱۶٫۰ کیلومتر مربع)    | ۴٬۱۰۸ فوت (۱٬۲۵۲ متر) | 1958           | $۳۰٬۲۷۸                        | [ c ] |
| بلندینگ            | شهرستان سن‌خوآن                            | ۳٬۳۷۵        | ۱۳٫۰۸ مایل مربع (۳۳٫۹ کیلومتر مربع)   | ۶٬۱۰۶ فوت (۱٬۸۶۱ متر) | ۱۸۸۷           | $۳۲٬۹۹۱                        | Maiden name of the wife of Thomas W. Bicknell, who donated 500 books to the library                                                              |
| بلافدل             | شهرستان سالت‌لیک                           | ۷٬۵۹۸        | ۱۰٫۹۷ مایل مربع (۲۸٫۴ کیلومتر مربع)   | ۴٬۴۳۶ فوت (۱٬۳۵۲ متر) | ۱۸۸۶           | $۶۶٬۶۱۵                        | The bluffs along the Jordan River |
| بولدر              | شهرستان گارفیلد                           | ۲۲۶          | ۲۰٫۹۲ مایل مربع (۵۴٫۲ کیلومتر مربع)   | ۶٬۷۰۳ فوت (۲٬۰۴۳ متر) | ۱۸۸۹           | $۳۰٬۰۰۰                        | Boulder Mountain, a ۱۱٬۳۱۷-فوت (۳٬۴۴۹-متر) mountain located in the جنگل ملی دیکسی                                                                |
| بونتیفول           | شهرستان دیویس                             | ۴۲٬۵۵۲       | ۱۳٫۴۷ مایل مربع (۳۴٫۹ کیلومتر مربع)   | ۴٬۷۹۷ فوت (۱٬۴۶۲ متر) | ۱۸۴۷           | $۵۵٬۹۹۳                        | The کتاب مورمون city of Bountiful |
| برایان هد          | شهرستان آیرون                             | ۸۳           | ۳٫۷۲ مایل مربع (۹٫۶ کیلومتر مربع)     | ۹٬۸۰۰ فوت (۳٬۰۰۰ متر) | [ a ]          | $۴۴٬۰۶۳                        | ویلیام جنینگز برایان، national politician and former candidate for رئیس‌جمهور ایالات متحده آمریکا                                                 |
| بریگهم سیتی، یوتا* | شهرستان باکس الدر                         | ۱۷٬۸۹۹       | ۲۴٫۸۵ مایل مربع (۶۴٫۴ کیلومتر مربع)   | ۴٬۴۳۶ فوت (۱٬۳۵۲ متر) | ۱۸۵۰           | $۴۲٬۳۳۵                        | بریگم یانگ، LDS Church President and first territorial Governor of Utah                                                                          |
| برایس کنیون سیتی   | شهرستان گارفیلد                           | ۱۹۸          | ۳٫۴۵ مایل مربع (۸٫۹ کیلومتر مربع)     | ۷٬۶۶۴ فوت (۲٬۳۳۶ متر) | ۱۸۷۵           | N/A                            | Local homsteader Ebenezer Bryce |
| کنان‌ویل            | شهرستان گارفیلد                           | ۱۶۷          | ۱٫۹۸ مایل مربع (۵٫۱ کیلومتر مربع)     | ۵٬۸۸۶ فوت (۱٬۷۹۴ متر) | ۱۸۷۴           | $۲۸٬۷۵۰                        | George Q. Cannon, a LDS Church Apostle |
| کاسل‌دیل، یوتا*     | شهرستان امری                              | ۱٬۶۳۰        | ۲٫۱۶ مایل مربع (۵٫۶ کیلومتر مربع)     | ۵٬۶۷۶ فوت (۱٬۷۳۰ متر) | 1879           | $۴۴٬۱۸۵                        | Located in the Castle Valley, but a خدمات پستی ایالات متحده آمریکا mistake listed town as Castle Dale instead of Castle Vale.                    |
| کاسل ولی           | شهرستان گرند                              | ۳۱۹          | ۹٫۲۸ مایل مربع (۲۴٫۰ کیلومتر مربع)    | ۴٬۶۸۵ فوت (۱٬۴۲۸ متر) | 1974           | $۳۳٬۰۶۸                        | Located in the Castle Valley |
| سدارسیتی           | شهرستان آیرون                             | ۲۸٬۸۵۷       | ۳۶٫۸۴ مایل مربع (۹۵٫۴ کیلومتر مربع)   | ۵٬۸۴۶ فوت (۱٬۷۸۲ متر) | ۱۸۵۱           | $۳۲٬۰۴۳                        | Large number of cedar trees in the area |
| سدارفورت           | شهرستان یوتا                              | ۳۶۸          | ۲۱٫۲۴ مایل مربع (۵۵٫۰ کیلومتر مربع)   | ۵٬۰۸۵ فوت (۱٬۵۵۰ متر) | ۱۸۵۶           | $۴۴٬۷۷۳                        | Large number of cedar trees in the area |
| سدارهیلز           | شهرستان یوتا                              | ۹٬۷۹۶        | ۲٫۷۰ مایل مربع (۷٫۰ کیلومتر مربع)     | ۴٬۹۵۷ فوت (۱٬۵۱۱ متر) | [ a ]          | $۶۲٬۶۶۸                        | Local cedar tree covered hills |
| سنترفیلد           | شهرستان سنپیت                             | ۱٬۳۶۷        | ۱٫۸۰ مایل مربع (۴٫۷ کیلومتر مربع)     | ۵٬۰۹۸ فوت (۱٬۵۵۴ متر) | ۱۸۶۹           | $۳۵٬۳۵۷                        | Center of the Gunnison Valley |
| سنترویل            | شهرستان دیویس                             | ۱۵٬۳۳۵       | ۶٫۰۴ مایل مربع (۱۵٫۶ کیلومتر مربع)    | ۴٬۳۷۷ فوت (۱٬۳۳۴ متر) | 1848           | $۶۴٬۸۱۸                        | Center between فارمینگتون، یوتا and بونتیفول، یوتا                                                                                               |
| سنترال ولی         | شهرستان سویر                              | ۵۲۸          | ۲٫۱۰ مایل مربع (۵٫۴ کیلومتر مربع)     | ۵٬۳۰۵ فوت (۱٬۶۱۷ متر) | [ a ]          | N/A                            | [ c ] |
| چارلستون           | شهرستان واساچ                             | ۴۱۵          | ۳٫۰۴ مایل مربع (۷٫۹ کیلومتر مربع)     | ۵٬۴۴۰ فوت (۱٬۶۶۰ متر) | ۱۸۵۲           | $۴۲٬۸۱۳                        | Charles Shelton, who surveyed the town |
| سیرکل‌ویل           | شهرستان پیوتی                             | ۵۴۷          | ۹٫۰۸ مایل مربع (۲۳٫۵ کیلومتر مربع)    | ۶٬۰۶۶ فوت (۱٬۸۴۹ متر) | ۱۸۶۴           | $۳۲٬۰۸۳                        | Located in the Circle Valley |
| کلارک استون        | شهرستان کش                                | ۶۶۶          | ۰٫۹۷ مایل مربع (۲٫۵ کیلومتر مربع)     | ۴٬۸۷۹ فوت (۱٬۴۸۷ متر) | ۱۸۶۴           | $۴۰٬۵۹۲                        | Justus Clark, an original settler. |
| کلاسون             | شهرستان امری                              | ۱۶۳          | ۰٫۹۹ مایل مربع (۲٫۶ کیلومتر مربع)     | ۵٬۹۴۲ فوت (۱٬۸۱۱ متر) | ۱۸۹۷           | $۳۱٬۲۵۰                        | Rudger Clawson, a LDS Church Apostle |
| کلیرفیلد           | شهرستان دیویس                             | ۲۵٬۹۷۴       | ۷٫۶۸ مایل مربع (۱۹٫۹ کیلومتر مربع)    | ۴٬۴۶۵ فوت (۱٬۳۶۱ متر) | ۱۸۷۷           | $۳۸٬۹۴۶                        | The open surroundings of the area |
| کلیولند            | شهرستان امری                              | ۴۶۴          | ۰٫۸۵ مایل مربع (۲٫۲ کیلومتر مربع)     | ۵٬۷۲۲ فوت (۱٬۷۴۴ متر) | ۱۸۸۵           | $۳۳٬۵۰۰                        | گروور کلیولند، رئیس‌جمهور ایالات متحده آمریکا |
| کلینتون            | شهرستان دیویس                             | ۲۰٬۴۲۶       | ۵٫۸۵ مایل مربع (۱۵٫۲ کیلومتر مربع)    | ۴٬۳۹۳ فوت (۱٬۳۳۹ متر) | 1870s          | $۵۳٬۹۰۹                        | [ c ] |
| کولویل، یوتا*      | شهرستان سامیت                             | ۱٬۳۶۳        | ۳٫۷۰ مایل مربع (۹٫۶ کیلومتر مربع)     | ۵٬۵۷۷ فوت (۱٬۷۰۰ متر) | ۱۸۵۸           | $۳۹٬۳۴۲                        | Many of the miners came from Coalville, انگلستان                                                                                                 |
| کورین              | شهرستان باکس الدر                         | ۶۸۵          | ۳٫۸۸ مایل مربع (۱۰٫۰ کیلومتر مربع)    | ۴٬۲۲۶ فوت (۱٬۲۸۸ متر) | ۱۸۶۹           | $۴۲٬۱۲۵                        | Corinne, the first child born in the area |
| کورنی              | شهرستان کش                                | ۲۸۸          | ۴٫۸۱ مایل مربع (۱۲٫۵ کیلومتر مربع)    | ۴٬۴۸۵ فوت (۱٬۳۶۷ متر) | [ a ]          | $۴۰٬۴۱۷                        | William D Cornish, vice-president of the Union Pacific Railroad                                                                                  |
| کاتن‌وود هایتس      | شهرستان سالت‌لیک                           | ۳۳٬۴۳۳       | ۸٫۷۴ مایل مربع (۲۲٫۶ کیلومتر مربع)    | ۴٬۸۲۳ فوت (۱٬۴۷۰ متر) | ۱۸۴۸           | N/A                            | Cottonwood trees found in the area |
| دانیل              | شهرستان واساچ                             | ۹۳۸          | ۳٫۲۷ مایل مربع (۸٫۵ کیلومتر مربع)     | ۵٬۷۱۵ فوت (۱٬۷۴۲ متر) | ۱۸۷۴           | N/A                            | Aaron Daniels, one of the first settlers |
| دلتا               | شهرستان میلارد                            | ۳٬۴۳۶        | ۴٫۷۹ مایل مربع (۱۲٫۴ کیلومتر مربع)    | ۴٬۶۳۹ فوت (۱٬۴۱۴ متر) | ۱۹۰۶           | $۳۷٬۷۷۳                        | The دلتا (جغرافیا) of the Sevier River |
| دویویل             | شهرستان باکس الدر                         | ۳۳۲          | ۶٫۴ مایل مربع (۱۷ کیلومتر مربع)       | ۴٬۴۳۷ فوت (۱٬۳۵۲ متر) | ۱۸۶۴           | $۴۳٬۷۵۰                        | John C. Dewey, an early settler to the area |
| دراپر              | شهرستان سالت‌لیک، یوتا/ شهرستان یوتا، یوتا | ۴۲٬۲۷۴       | ۳۰٫۱ مایل مربع (۷۸ کیلومتر مربع)      | ۴٬۵۰۵ فوت (۱٬۳۷۳ متر) | ۱۸۴۹           | $۷۲٬۳۴۱                        | William Draper, the town's first LDS Church Bishop                                                                                               |
| داچسن، یوتا*       | شهرستان دوشن                              | ۱٬۶۹۰        | ۲٫۵۳ مایل مربع (۶٫۶ کیلومتر مربع)     | ۵٬۵۱۸ فوت (۱٬۶۸۲ متر) | ۱۹۰۴           | $۳۲٬۴۲۶                        | Nearby Fort Duchesne |
| ایگل ماونتین       | شهرستان یوتا                              | ۲۱٬۴۱۵       | ۴۴٫۴۷ مایل مربع (۱۱۵٫۲ کیلومتر مربع)  | ۴٬۸۸۲ فوت (۱٬۴۸۸ متر) | [ a ]          | $۵۲٬۱۰۲                        | Eagle Mountain Properties, the development company of the city                                                                                   |
| ایست کربن          | شهرستان کربن                              | ۱٬۳۰۱        | ۸٫۹۸ مایل مربع (۲۳٫۳ کیلومتر مربع)    | ۴٬۹۸۷ فوت (۱٬۵۲۰ متر) | ۱۹۲۲           | $۲۵٬۳۱۳                        | Coal deposits found in the area |
| الک‌ریج             | شهرستان یوتا                              | ۲٬۴۳۶        | ۲٫۶۸ مایل مربع (۶٫۹ کیلومتر مربع)     | ۵٬۳۵۴ فوت (۱٬۶۳۲ متر) | [ a ]          | $۶۵٬۵۱۱                        | [ c ] |
| المو               | شهرستان امری                              | ۴۱۸          | ۰٫۶۵ مایل مربع (۱٫۷ کیلومتر مربع)     | ۵٬۶۹۲ فوت (۱٬۷۳۵ متر) | ۱۹۰۸           | $۳۳٬۷۵۰                        | St. Elmo, an 1866 novel by the author Augusta Jane Evans                                                                                         |
| ال سینور           | شهرستان سویر                              | ۸۴۷          | ۱٫۳ مایل مربع (۳٫۴ کیلومتر مربع)      | ۵٬۳۵۱ فوت (۱٬۶۳۱ متر) | ۱۸۷۴           | $۲۷٬۹۱۷                        | هلسینگور، دانمارک |
| الوود              | شهرستان باکس الدر                         | ۱٬۰۳۴        | ۷٫۸۳ مایل مربع (۲۰٫۳ کیلومتر مربع)    | ۴٬۲۹۸ فوت (۱٬۳۱۰ متر) | ۱۸۷۹           | $۴۶٬۴۰۶                        | خدمات پستی ایالات متحده آمریکا named the town |
| ایمری              | شهرستان امری                              | ۲۸۸          | ۱٫۱۷ مایل مربع (۳٫۰ کیلومتر مربع)     | ۶٬۲۵۳ فوت (۱٬۹۰۶ متر) | 1881           | $۴۰٬۴۶۹                        | George W. Emery, territorial Governor of Utah |
| خنوخ               | شهرستان آیرون                             | ۵٬۸۰۳        | ۷٫۲۱ مایل مربع (۱۸٫۷ کیلومتر مربع)    | ۵٬۵۴۵ فوت (۱٬۶۹۰ متر) | ۱۸۵۱           | $۳۷٬۳۶۸                        | خنوخ (جد نوح), a biblical figure in the عهد عتیق                                                                                                 |
| انترپرایز          | شهرستان واشینگتن                          | ۱٬۷۱۱        | ۷٫۷۴ مایل مربع (۲۰٫۰ کیلومتر مربع)    | ۵٬۳۱۸ فوت (۱٬۶۲۱ متر) | ۱۹۰۲           | $۳۵٬۶۹۴                        | Name reflected the first settlers' ability to adjust to problem experienced by the first settlers                                                |
| افرایم             | شهرستان سنپیت                             | ۶٬۱۳۵        | ۳٫۷۳ مایل مربع (۹٫۷ کیلومتر مربع)     | ۵٬۵۴۱ فوت (۱٬۶۸۹ متر) | ۱۸۵۴           | $۲۸٬۳۱۸                        | قبیله افرایم، one of the بنی‌اسرائیل. |
| اسکلنتی            | شهرستان گارفیلد                           | ۷۹۷          | ۲٫۹۴ مایل مربع (۷٫۶ کیلومتر مربع)     | ۵٬۸۲۰ فوت (۱٬۷۷۰ متر) | ۱۸۷۶           | $۳۲٬۱۴۳                        | Silvestre Vélez de Escalante, a Franciscan میسیونر who explored the area in 1776                                                                 |
| اورکا              | شهرستان جواب                              | ۶۶۹          | ۱٫۵۱ مایل مربع (۳٫۹ کیلومتر مربع)     | ۶٬۴۳۰ فوت (۱٬۹۶۰ متر) | ۱۸۶۹           | $۳۶٬۸۷۵                        | یوریکا is the زبان یونانی باستان name for "I have found it", relating to the gold mines found in the area                                        |
| فیرفیلد            | شهرستان یوتا                              | ۱۱۹          | ۲۶٫۷۴ مایل مربع (۶۹٫۳ کیلومتر مربع)   | ۴٬۸۷۷ فوت (۱٬۴۸۷ متر) | ۱۸۵۵           | N/A                            | Amos Fielding, an early settler of the area |
| فیرویو             | شهرستان سنپیت                             | ۱٬۲۴۷        | ۱٫۲۴ مایل مربع (۳٫۲ کیلومتر مربع)     | ۶٬۹۴۸ فوت (۲٬۱۱۸ متر) | ۱۸۵۹           | $۳۴٬۹۴۶                        | The attractive surroundings of the area |
| فارمینگتون، یوتا*  | شهرستان دیویس                             | ۱۸٬۲۷۵       | ۹٫۹۵ مایل مربع (۲۵٫۸ کیلومتر مربع)    | ۴٬۳۰۴ فوت (۱٬۳۱۲ متر) | ۱۸۴۷           | $۷۴٬۲۵۰                        | The کشتزارs found in the area |
| وست فار            | شهرستان وبر                               | ۵٬۹۲۸        | ۶٫۰۴ مایل مربع (۱۵٫۶ کیلومتر مربع)    | ۴٬۲۶۵ فوت (۱٬۳۰۰ متر) | ۱۸۵۸           | $۴۱٬۶۱۸                        | Located west of Farr's Fort which was named after Lorin Farr, an early LDS Church stake president of the area.                                   |
| فایتی              | شهرستان سنپیت                             | ۲۴۲          | ۰٫۴۲ مایل مربع (۱٫۱ کیلومتر مربع)     | ۵٬۰۵۲ فوت (۱٬۵۴۰ متر) | ۱۸۶۱           | $۲۸٬۷۵۰                        | Fayette, ایالت نیویورک، where the LDS Church was organized                                                                                       |
| فررون              | شهرستان امری                              | ۱٬۶۲۶        | ۲٫۱۴ مایل مربع (۵٫۵ کیلومتر مربع)     | ۵٬۹۷۱ فوت (۱٬۸۲۰ متر) | 1877           | $۳۸٬۶۲۵                        | A. D. Ferron, surveyor of the area |
| فیلدینگ            | شهرستان باکس الدر                         | ۴۵۵          | ۰٫۴۵ مایل مربع (۱٫۲ کیلومتر مربع)     | ۴٬۳۷۳ فوت (۱٬۳۳۳ متر) | ۱۸۹۲           | $۴۴٬۰۰۰                        | Mother of LDS Church President Joseph Fielding Smith                                                                                             |
| فیلمور، یوتا*      | شهرستان میلارد                            | ۲٬۴۳۵        | ۶٫۰۸ مایل مربع (۱۵٫۷ کیلومتر مربع)    | ۵٬۱۳۵ فوت (۱٬۵۶۵ متر) | ۱۸۵۱           | $۳۱٬۷۱۹                        | میلارد فیلمور، رئیس‌جمهور ایالات متحده آمریکا |
| فانتین گرین        | شهرستان سنپیت                             | ۱٬۰۷۱        | ۱٫۴۱ مایل مربع (۳٫۷ کیلومتر مربع)     | ۵٬۸۹۹ فوت (۱٬۷۹۸ متر) | ۱۸۵۰           | $۳۶٬۰۷۸                        | Lush meadows surrounding the area's springs |
| فرانسیس            | شهرستان سامیت                             | ۱٬۰۷۷        | ۲٫۴۹ مایل مربع (۶٫۴ کیلومتر مربع)     | ۶٬۵۶۲ فوت (۲٬۰۰۰ متر) | ۱۸۶۹           | $۵۵٬۵۳۶                        | Francis M. Lyman, a LDS Church Apostle |
| فروت هایتس         | شهرستان دیویس                             | ۴٬۹۸۷        | ۲٫۲۸ مایل مربع (۵٫۹ کیلومتر مربع)     | ۴٬۶۹۸ فوت (۱٬۴۳۲ متر) | 1850           | $۷۹٬۱۹۲                        | Fruit orchards located above the valley floor |
| گاردن‌سیتی          | شهرستان ریچ                               | ۵۶۲          | ۸٫۳۸ مایل مربع (۲۱٫۷ کیلومتر مربع)    | ۵٬۹۶۸ فوت (۱٬۸۱۹ متر) | 1877           | $۴۰٬۷۵۰                        | Site was considered the garden spot of the valley                                                                                                |
| گارلند             | شهرستان باکس الدر                         | ۲٬۴۰۰        | ۱٫۸۹ مایل مربع (۴٫۹ کیلومتر مربع)     | ۴٬۳۴۰ فوت (۱٬۳۲۰ متر) | ۱۸۹۰           | $۳۸٬۶۷۹                        | William Garland, led the construction of a canal in the area                                                                                     |
| گنولا              | شهرستان یوتا                              | ۱٬۳۷۰        | ۱۳٫۸۵ مایل مربع (۳۵٫۹ کیلومتر مربع)   | ۴٬۶۰۰ فوت (۱٬۴۰۰ متر) | [ a ]          | $۴۵٬۴۱۷                        | [ c ] |
| گلندیل             | شهرستان کین                               | ۳۸۱          | ۷٫۷۹ مایل مربع (۲۰٫۲ کیلومتر مربع)    | ۵٬۷۷۸ فوت (۱٬۷۶۱ متر) | ۱۸۶۲           | $۳۵٬۹۳۸                        | The place being in a glen or a narrow valley with mountains all around                                                                           |
| گلنوود             | شهرستان سویر                              | ۴۶۴          | ۰٫۵۴ مایل مربع (۱٫۴ کیلومتر مربع)     | ۵٬۲۷۲ فوت (۱٬۶۰۷ متر) | ۱۸۶۳           | $۴۵٬۱۹۲                        | Robert Wilson Glenn, an early settler of the area                                                                                                |
| گوشن               | شهرستان یوتا                              | ۹۲۱          | ۰٫۸۱ مایل مربع (۲٫۱ کیلومتر مربع)     | ۴٬۵۵۱ فوت (۱٬۳۸۷ متر) | ۱۸۵۷           | $۴۱٬۴۵۸                        | Goshen, کنتیکت، birthplace of Phineas W. Cooke, the first LDS Bishop of the area                                                                 |
| گرنتسویل           | شهرستان تویلی                             | ۸٬۸۹۳        | ۱۹٫۳۷ مایل مربع (۵۰٫۲ کیلومتر مربع)   | ۴٬۳۰۴ فوت (۱٬۳۱۲ متر) | ۱۸۵۰           | $۴۵٬۶۱۴                        | Colonel George D. Grant of the Nauvoo Legion |
| گرین ریور          | شهرستان امری                              | ۹۵۲          | ۱۲٫۵۷ مایل مربع (۳۲٫۶ کیلومتر مربع)   | ۴٬۰۷۸ فوت (۱٬۲۴۳ متر) | [ a ]          | $۲۸٬۰۰۰                        | The رود گرین (رود کلرادو), a ۷۳۰-مایل (۱٬۱۷۰-کیلومتر) tributary of the رودخانه کلرادو                                                            |
| گانیسن             | شهرستان سنپیت                             | ۳٬۲۸۵        | ۵٫۳۰ مایل مربع (۱۳٫۷ کیلومتر مربع)    | ۵٬۱۳۸ فوت (۱٬۵۶۶ متر) | ۱۸۵۹           | $۳۳٬۱۴۷                        | Captain John W. Gunnison, explored and surveyed دریاچه نمک یوتا، Utah Lake and the Salt Lake Valley for the Corps of Topographical Engineers     |
| هنکسویل            | شهرستان وین                               | ۲۱۹          | ۱٫۹۲ مایل مربع (۵٫۰ کیلومتر مربع)     | ۴٬۲۹۱ فوت (۱٬۳۰۸ متر) | ۱۸۸۲           | N/A                            | Ebenezer Hanks, original settler of the area |
| هریسویل            | شهرستان وبر                               | ۵٬۵۶۷        | ۳٫۰۱ مایل مربع (۷٫۸ کیلومتر مربع)     | ۴٬۲۹۱ فوت (۱٬۳۰۸ متر) | ۱۸۵۰           | $۵۱٬۲۸۹                        | Marin H. Harris, a settler of the area |
| هاچ                | شهرستان گارفیلد                           | ۱۳۳          | ۰٫۴۸ مایل مربع (۱٫۲ کیلومتر مربع)     | ۶٬۹۱۹ فوت (۲٬۱۰۹ متر) | 1872           | $۳۷٬۰۸۳                        | Meltiar Harch Sr. , a settler of the area |
| هبر، یوتا*         | شهرستان واساچ                             | ۱۱٬۳۶۲       | ۸٫۴۱ مایل مربع (۲۱٫۸ کیلومتر مربع)    | ۵٬۶۰۴ فوت (۱٬۷۰۸ متر) | ۱۸۵۸           | $۴۵٬۳۹۴                        | Heber C. Kimball, an Apostle of the LDS Church                                                                                                   |
| هلپر               | شهرستان کربن                              | ۲٬۲۰۱        | ۱٫۷۵ مایل مربع (۴٫۵ کیلومتر مربع)     | ۵٬۸۱۷ فوت (۱٬۷۷۳ متر) | ۱۸۸۳           | $۳۰٬۰۵۲                        | The "Helper engines" or extra لوکوموتیو used to get trains over Soldier Summit from Helper to اسپنیش فورک، یوتا                                  |
| هنفر               | شهرستان سامیت                             | ۷۶۶          | ۱٫۷ مایل مربع (۴٫۴ کیلومتر مربع)      | ۵٬۳۳۵ فوت (۱٬۶۲۶ متر) | ۱۸۵۹           | $۴۳٬۱۲۵                        | Brothers James and Richard Henefer, original settlers of the area                                                                                |
| هنریویل            | شهرستان گارفیلد                           | ۲۳۰          | ۱٫۵۶ مایل مربع (۴٫۰ کیلومتر مربع)     | ۵٬۹۹۷ فوت (۱٬۸۲۸ متر) | ۱۸۷۸           | $۲۸٬۵۰۰                        | James Henrie, first stake president of the local LDS stake                                                                                       |
| هریمن              | شهرستان سالت‌لیک                           | ۲۱٬۷۸۵       | ۲۰٫۲۷ مایل مربع (۵۲٫۵ کیلومتر مربع)   | ۵٬۰۰۰ فوت (۱٬۵۰۰ متر) | ۱۸۴۹           | $۵۶٬۳۶۱                        | Henry Herriman, a prominent resident of the area                                                                                                 |
| هایداوت            | شهرستان واساچ                             | ۶۵۶          | ۳٫۸۷ مایل مربع (۱۰٫۰ کیلومتر مربع)    | ۶٬۵۸۸ فوت (۲٬۰۰۸ متر) |                | N/A                            | Hideout Canyon |
| هایلند             | شهرستان یوتا                              | ۱۵٬۵۲۳       | ۸٫۵۲ مایل مربع (۲۲٫۱ کیلومتر مربع)    | ۴٬۹۷۷ فوت (۱٬۵۱۷ متر) | 1875           | $۸۰٬۰۵۳                        | Town's location on the upper bench of the Utah Valley                                                                                            |
| هیل‌دیل             | شهرستان واشینگتن                          | ۲٬۷۲۶        | ۲٫۹۴ مایل مربع (۷٫۶ کیلومتر مربع)     | ۵٬۴۰۹ فوت (۱٬۶۴۹ متر) | [ a ]          | $۳۲٬۵۷۹                        | [ c ] |
| هینکلی             | شهرستان میلارد                            | ۶۹۶          | ۵٫۰۵ مایل مربع (۱۳٫۱ کیلومتر مربع)    | ۴٬۶۰۳ فوت (۱٬۴۰۳ متر) | [ a ]          | $۳۵٬۶۲۵                        | Ira Hinckley, LDS Church stake president of the local LDS stake                                                                                  |
| هالدن (یوتا)       | شهرستان میلارد                            | ۳۷۸          | ۰٫۵۴ مایل مربع (۱٫۴ کیلومتر مربع)     | ۵٬۱۰۲ فوت (۱٬۵۵۵ متر) | ۱۸۵۵           | $۳۴٬۰۰۰                        | Elijah E. Holden, an early settler of the area                                                                                                   |
| هال‌لیدی            | شهرستان سالت‌لیک                           | ۲۶٬۴۷۲       | ۷٫۹۲ مایل مربع (۲۰٫۵ کیلومتر مربع)    | ۴٬۴۶۴ فوت (۱٬۳۶۱ متر) | ۱۸۴۸           | $۵۵٬۴۶۸                        | John Holladay, an early settler of the area |
| هانیویل            | شهرستان باکس الدر                         | ۱٬۴۴۱        | ۱۱٫۸۱ مایل مربع (۳۰٫۶ کیلومتر مربع)   | ۴٬۲۹۸ فوت (۱٬۳۱۰ متر) | ۱۸۶۱           | $۴۱٬۵۱۸                        | Profession of the local LDS Bishop |
| هوپر               | شهرستان وبر                               | ۷٬۲۱۸        | ۲۶٫۸۸ مایل مربع (۶۹٫۶ کیلومتر مربع)   | ۴٬۲۴۲ فوت (۱٬۲۹۳ متر) | [ a ]          | N/A                            | William H. Hooper, Utah territorial delegate to the مجلس نمایندگان ایالات متحده آمریکا                                                           |
| هاول (یوتا)        | شهرستان باکس الدر                         | ۲۴۵          | ۳۵٫۵۵ مایل مربع (۹۲٫۱ کیلومتر مربع)   | ۴٬۵۶۰ فوت (۱٬۳۹۰ متر) | ۱۹۱۰           | $۴۰٬۷۵۰                        | Joseph Howell, president of the surveying company that laid out the area and Representative of the مجلس نمایندگان ایالات متحده آمریکا from Utah  |
| هانتینگتون         | شهرستان امری                              | ۲٬۱۲۹        | ۲٫۰۴ مایل مربع (۵٫۳ کیلومتر مربع)     | ۵٬۷۸۷ فوت (۱٬۷۶۴ متر) | 1877           | $۳۶٬۹۶۴                        | William Huntington, an early explorer of the area                                                                                                |
| هانتزویل (یوتا)    | شهرستان وبر                               | ۶۰۸          | ۰٫۸۴ مایل مربع (۲٫۲ کیلومتر مربع)     | ۴٬۹۲۸ فوت (۱٬۵۰۲ متر) | 1860           | $۵۰٬۶۲۵                        | Jefferson Hunt, an early settler of the area |
| هاریکن             | شهرستان واشینگتن                          | ۱۳٬۷۴۸       | ۵۲٫۰۷ مایل مربع (۱۳۴٫۹ کیلومتر مربع)  | ۳٬۲۴۸ فوت (۹۹۰ متر)   | 1906           | $۳۲٬۸۶۵                        | LDS Church Apostle Erastus Snow's comments about the heavy wind in the area                                                                      |
| هید پارک           | شهرستان کش                                | ۳٬۸۳۳        | ۳٫۳۷ مایل مربع (۸٫۷ کیلومتر مربع)     | ۴٬۵۳۷ فوت (۱٬۳۸۳ متر) | ۱۸۶۰           | $۵۱٬۷۵۰                        | Wiliam Hyde, one of the first settlers and first LDS Church Bishop of the area                                                                   |
| هیریوم             | شهرستان کش                                | ۷٬۶۰۹        | ۴٫۸۴ مایل مربع (۱۲٫۵ کیلومتر مربع)    | ۴٬۶۹۸ فوت (۱٬۴۳۲ متر) | ۱۸۶۰           | $۴۳٬۹۸۱                        | Hyrum Smith, brother to جوزف اسمیت، founder of the Latter Day Saint movement.                                                                    |
| ایندیپندنس         | شهرستان واساچ                             | ۱۶۴          | ۳۰٫۵۹ مایل مربع (۷۹٫۲ کیلومتر مربع)   | ۷٬۰۷۳ فوت (۲٬۱۵۶ متر) |                | N/A                            | |
| ایونس              | شهرستان واشینگتن                          | ۶٬۷۵۳        | ۹٫۷۶ مایل مربع (۲۵٫۳ کیلومتر مربع)    | ۳٬۰۸۱ فوت (۹۳۹ متر)   | 1922           | $۴۱٬۲۹۷                        | Anthony W. Ivins, a LDS Church Apostle |
| جوزف               | شهرستان سویر                              | ۳۴۴          | ۰٫۹۱ مایل مربع (۲٫۴ کیلومتر مربع)     | ۵٬۴۳۶ فوت (۱٬۶۵۷ متر) | ۱۸۷۱           | $۲۹٬۳۷۵                        | Joseph A. Young, first LDS Church stake president of the Sevier Stake                                                                            |
| جانکشن، یوتا*      | شهرستان پیوتی                             | ۱۹۱          | ۱۵٫۰ مایل مربع (۳۹ کیلومتر مربع)      | ۶٬۰۰۷ فوت (۱٬۸۳۱ متر) | ۱۸۸۰           | $۲۵٬۶۲۵                        | Located at the junction of the East Fork and the Sevier Rivers                                                                                   |
| کاماس              | شهرستان سامیت                             | ۱٬۸۱۱        | ۳٫۶۶ مایل مربع (۹٫۵ کیلومتر مربع)     | ۶٬۴۸۶ فوت (۱٬۹۷۷ متر) | ۱۸۵۷           | $۴۱٬۶۶۷                        | Derived from the سرخ‌پوستان ایالات متحده آمریکا word for the Small Camas, an edible bulb found in the valley                                      |
| کاناب، یوتا*       | شهرستان کین                               | ۴٬۳۱۲        | ۱۴٫۶۳ مایل مربع (۳۷٫۹ کیلومتر مربع)   | ۴٬۹۷۰ فوت (۱٬۵۱۰ متر) | ۱۸۶۴           | $۳۵٬۱۲۵                        | سرخ‌پوستان ایالات متحده آمریکا word for بید (سرده), referring to the willows growing along the area's creeks                                      |
| کانارویل           | شهرستان آیرون                             | ۳۵۵          | ۰٫۴۶ مایل مربع (۱٫۲ کیلومتر مربع)     | ۵٬۵۴۱ فوت (۱٬۶۸۹ متر) | ۱۸۶۱           | $۳۴٬۳۷۵                        | Chief Canarrah, local leader of the Piute tribe                                                                                                  |
| کانوش              | شهرستان میلارد                            | ۴۷۴          | ۰٫۸۴ مایل مربع (۲٫۲ کیلومتر مربع)     | ۵٬۰۲۰ فوت (۱٬۵۳۰ متر) | ۱۸۵۴           | $۳۲٬۴۱۱                        | Kanosh, the name for the local سرخ‌پوستان ایالات متحده آمریکا leader                                                                              |
| کایزویل            | شهرستان دیویس                             | ۲۷٬۳۰۰       | ۱۰٫۵ مایل مربع (۲۷ کیلومتر مربع)      | ۴٬۳۵۷ فوت (۱٬۳۲۸ متر) | ۱۸۴۹           | $۶۰٬۳۸۳                        | William Kay, the area's first LDS Church Bishop                                                                                                  |
| کینگستون           | شهرستان پیوتی                             | ۱۷۳          | ۵٫۳۳ مایل مربع (۱۳٫۸ کیلومتر مربع)    | ۶٬۰۱۷ فوت (۱٬۸۳۴ متر) | ۱۸۷۶           | $۲۳٬۷۵۰                        | Thomas R. King, the area's first settler |
| کوشارم             | شهرستان سویر                              | ۳۲۷          | ۰٫۸۶ مایل مربع (۲٫۲ کیلومتر مربع)     | ۶٬۹۱۹ فوت (۲٬۱۰۹ متر) | ۱۸۷۷           | $۳۴٬۵۸۳                        | سرخ‌پوستان ایالات متحده آمریکا word for an edible tuber that grows in the area                                                                    |
| لیکتاون            | شهرستان ریچ                               | ۲۴۸          | ۲٫۵۹ مایل مربع (۶٫۷ کیلومتر مربع)     | ۵٬۹۷۴ فوت (۱٬۸۲۱ متر) | ۱۸۶۴           | $۶۰٬۸۹۳                        | Town is located next to Bear Lake, a ۱۰۹-مایل-مربع (۲۸۰-کیلومتر-مربع) lake on the یوتا-آیداهو border                                             |
| لا ورکین           | شهرستان واشینگتن                          | ۴٬۰۶۰        | ۱۲٫۶۹ مایل مربع (۳۲٫۹ کیلومتر مربع)   | ۳٬۱۹۲ فوت (۹۷۳ متر)   | ۱۸۹۷           | $۳۵٬۹۴۹                        | Derived from the Spanish La Virgen, referring to the local Virgin River                                                                          |
| لیتون              | شهرستان دیویس                             | ۶۷٬۳۱۱       | ۲۲٫۱۷ مایل مربع (۵۷٫۴ کیلومتر مربع)   | ۴٬۳۵۰ فوت (۱٬۳۳۰ متر) | [ a ]          | $۵۲٬۱۲۸                        | Christopher Layton, an early LDS Bishop |
| لیمینگتون          | شهرستان میلارد                            | ۲۲۶          | ۱٫۵۵ مایل مربع (۴٫۰ کیلومتر مربع)     | ۴٬۷۳۱ فوت (۱٬۴۴۲ متر) | ۱۸۷۱           | $۴۳٬۱۲۵                        | Leamington Hastings, a town in انگلستان |
| لیدز               | شهرستان واشینگتن                          | ۸۲۰          | ۳٫۷۱ مایل مربع (۹٫۶ کیلومتر مربع)     | ۳٬۴۸۱ فوت (۱٬۰۶۱ متر) | ۱۸۶۷           | $۴۱٬۲۵۰                        | لیدز، a town in انگلستان where many of the early settlers were from                                                                              |
| لحی                | شهرستان یوتا                              | ۴۷٬۴۰۷       | ۲۶٫۶۸ مایل مربع (۶۹٫۱ کیلومتر مربع)   | ۴٬۵۶۴ فوت (۱٬۳۹۱ متر) | ۱۸۵۰           | $۵۳٬۰۲۸                        | Lehi, a prophet from the کتاب مورمون |
| لوان               | شهرستان جواب                              | ۸۴۱          | ۰٫۷۸ مایل مربع (۲٫۰ کیلومتر مربع)     | ۵٬۳۱۵ فوت (۱٬۶۲۰ متر) | [ a ]          | $۳۴٬۶۳۲                        | Unknown |
| لوئیزتون           | شهرستان کش                                | ۱٬۷۶۶        | ۲۵٫۶۵ مایل مربع (۶۶٫۴ کیلومتر مربع)   | ۴٬۵۰۸ فوت (۱٬۳۷۴ متر) | ۱۸۷۰           | $۳۶٬۴۱۷                        | William H. Lewis, a local LDS Bishop |
| لیندون             | شهرستان یوتا                              | ۱۰٬۰۷۰       | ۸٫۵۷ مایل مربع (۲۲٫۲ کیلومتر مربع)    | ۴٬۶۴۲ فوت (۱٬۴۱۵ متر) | ۱۸۵۰           | $۶۱٬۹۶۴                        | نمدار، a tree that grew in the center of town |
| لوا، یوتا*         | شهرستان وین                               | ۵۷۲          | ۰٫۹ مایل مربع (۲٫۳ کیلومتر مربع)      | ۷٬۰۶۴ فوت (۲٬۱۵۳ متر) | ۱۸۷۸           | $۳۳٬۷۵۰                        | ماونا لوا، a volcano in هاوایی، an early settler had served his LDS mission in Hawaii                                                            |
| لوگان، یوتا*       | شهرستان کش                                | ۴۸٬۱۷۴       | ۱۸٫۵۶ مایل مربع (۴۸٫۱ کیلومتر مربع)   | ۴٬۵۳۴ فوت (۱٬۳۸۲ متر) | ۱۸۵۹           | $۳۰٬۷۷۸                        | Ephraim Logan, a trapper with Jedediah Smith who died in the area                                                                                |
| لیمان              | شهرستان وین                               | ۲۵۸          | ۱٫۸۸ مایل مربع (۴٫۹ کیلومتر مربع)     | ۷٬۱۸۲ فوت (۲٬۱۸۹ متر) | [ a ]          | $۳۶٬۶۰۷                        | Francis M. Lyman, a LDS Church Apostle |
| لیندیل             | شهرستان میلارد                            | ۱۰۶          | ۳٫۵۶ مایل مربع (۹٫۲ کیلومتر مربع)     | ۴٬۷۸۷ فوت (۱٬۴۵۹ متر) | ۱۹۰۷           | $۳۵٬۶۲۵                        | Unknown |
| مانیل، یوتا*       | شهرستان دگت                               | ۳۱۰          | ۰٫۸۷ مایل مربع (۲٫۳ کیلومتر مربع)     | ۶٬۳۴۸ فوت (۱٬۹۳۵ متر) | ۱۸۹۸           | $۲۶٬۴۵۸                        | Commemorate the جنگ آمریکا و اسپانیا victory over the Spanish fleet in the فیلیپین at مانیل                                                      |
| مانتی، یوتا*       | شهرستان سنپیت                             | ۳٬۲۷۶        | ۲٫۱۵ مایل مربع (۵٫۶ کیلومتر مربع)     | ۵٬۶۱۰ فوت (۱٬۷۱۰ متر) | ۱۸۴۹           | $۳۲٬۸۴۴                        | A city from the کتاب مورمون |
| مانتوا             | شهرستان باکس الدر                         | ۶۸۷          | ۵٫۵۹ مایل مربع (۱۴٫۵ کیلومتر مربع)    | ۵٬۲۰۰ فوت (۱٬۶۰۰ متر) | ۱۸۶۳           | $۶۰٬۲۳۴                        | LDS Church President Lorenzo Snow named it for his birthplace in Mantua, اوهایو                                                                  |
| مپلتون             | شهرستان یوتا                              | ۷٬۹۷۹        | ۱۲٫۵۸ مایل مربع (۳۲٫۶ کیلومتر مربع)   | ۴٬۷۳۱ فوت (۱٬۴۴۲ متر) | ۱۸۵۶           | $۶۰٬۹۸۵                        | For the groves of افرا trees found in the area                                                                                                   |
| ماریوت-اسلیترویل   | شهرستان وبر                               | ۱٬۷۰۱        | ۷٫۳۹ مایل مربع (۱۹٫۱ کیلومتر مربع)    | ۴٬۲۵۲ فوت (۱٬۲۹۶ متر) | 1849           | $۴۹٬۷۳۲                        | The towns of Marriott and Slaterville joined to form Marriott-Slaterville, they were named after early settlers John Marriott and Richard Slater |
| مریزویل            | شهرستان پیوتی                             | ۴۰۸          | ۱۷٫۶۳ مایل مربع (۴۵٫۷ کیلومتر مربع)   | ۵٬۸۶۳ فوت (۱٬۷۸۷ متر) | ۱۸۶۳           | $۳۱٬۸۷۵                        | Unknown |
| میفیلد             | شهرستان سنپیت                             | ۴۹۶          | ۰٫۹۹ مایل مربع (۲٫۶ کیلومتر مربع)     | ۵٬۵۳۸ فوت (۱٬۶۸۸ متر) | ۱۸۷۱           | $۴۱٬۵۰۰                        | The wild flowers that appeared in the spring |
| میدا               | شهرستان میلارد                            | ۳۱۰          | ۰٫۵۱ مایل مربع (۱٫۳ کیلومتر مربع)     | ۴٬۸۳۹ فوت (۱٬۴۷۵ متر) | ۱۸۵۷           | $۲۶٬۲۵۰                        | The adjacent Meadow Creek |
| مندون              | شهرستان کش                                | ۱٬۲۸۲        | ۱٫۲۵ مایل مربع (۳٫۲ کیلومتر مربع)     | ۴٬۴۹۵ فوت (۱٬۳۷۰ متر) | 1859           | $۴۶٬۵۶۳                        | LDS Church Apostle Ezra T. Benson named it after his birthplace of مندون، ماساچوست                                                               |
| میدویل             | شهرستان سالت‌لیک                           | ۲۷٬۹۶۴       | ۵٫۹۳ مایل مربع (۱۵٫۴ کیلومتر مربع)    | ۴٬۳۸۳ فوت (۱٬۳۳۶ متر) | [ a ]          | $۴۰٬۱۳۰                        | Located in the middle of the Salt Lake Valley |
| میدوی              | شهرستان واساچ                             | ۳٬۸۴۵        | ۵٫۲۴ مایل مربع (۱۳٫۶ کیلومتر مربع)    | ۵٬۵۸۴ فوت (۱٬۷۰۲ متر) | ۱۸۵۹           | $۵۱٬۰۷۱                        | A fort was built midway between two settlements                                                                                                  |
| میلفورد            | شهرستان بیور                              | ۱٬۴۰۹        | ۳٫۰۸ مایل مربع (۸٫۰ کیلومتر مربع)     | ۴٬۹۶۷ فوت (۱٬۵۱۴ متر) | ۱۸۷۳           | $۳۵٬۸۰۹                        | [ c ] |
| میل‌کریک            | شهرستان سالت‌لیک                           | ۶۲٬۱۳۹       | ۱۳٫۷ مایل مربع (۳۵ کیلومتر مربع)      | ۴٬۲۸۵ فوت (۱٬۳۰۶ متر) | ۱۸۴۸           |                                | Mill Creek, site of Utah's first flour mill |
| میلویل             | شهرستان کش                                | ۱٬۸۲۹        | ۲٫۱۱ مایل مربع (۵٫۵ کیلومتر مربع)     | ۴٬۶۱۶ فوت (۱٬۴۰۷ متر) | ۱۸۶۰           | $۵۱٬۵۱۳                        | The first saw mill in Cache Valley was built in the area                                                                                         |
| مینرزویل           | شهرستان بیور                              | ۹۰۷          | ۰٫۶۴ مایل مربع (۱٫۷ کیلومتر مربع)     | ۵٬۲۸۲ فوت (۱٬۶۱۰ متر) | ۱۸۵۹           | $۳۶٬۵۶۳                        | In honor of the miners who worked in the area |
| مواب، یوتا*        | شهرستان گرند                              | ۵٬۰۴۶        | ۴٫۱۳ مایل مربع (۱۰٫۷ کیلومتر مربع)    | ۴٬۰۲۶ فوت (۱٬۲۲۷ متر) | ۱۸۵۵           | $۳۲٬۶۲۰                        | The Biblical name موأب or the سرخ‌پوستان ایالات متحده آمریکا word for mosquito was "Moapa"                                                        |
| مونا               | شهرستان جواب                              | ۱٬۵۴۷        | ۲٫۸۲ مایل مربع (۷٫۳ کیلومتر مربع)     | ۴٬۹۷۰ فوت (۱٬۵۱۰ متر) | ۱۸۵۲           | $۴۹٬۴۶۴                        | Unknown |
| مونرو              | شهرستان سویر                              | ۲٬۲۵۶        | ۳٫۵۷ مایل مربع (۹٫۲ کیلومتر مربع)     | ۵٬۳۹۴ فوت (۱٬۶۴۴ متر) | ۱۸۶۳           | $۳۴٬۹۰۷                        | جیمز مونرو، رئیس‌جمهور ایالات متحده آمریکا |
| مانتیسلو، یوتا*    | شهرستان سن‌خوآن                            | ۱٬۹۷۲        | ۴٫۴۷ مایل مربع (۱۱٫۶ کیلومتر مربع)    | ۷٬۰۷۰ فوت (۲٬۱۵۰ متر) | ۱۸۷۹           | $۳۵٬۹۲۹                        | مانتیسلو in ویرجینیا، the home of توماس جفرسون، رئیس‌جمهور ایالات متحده آمریکا                                                                    |
| مورگان، یوتا*      | شهرستان مورگان                            | ۳٬۶۸۷        | ۳٫۲۱ مایل مربع (۸٫۳ کیلومتر مربع)     | ۵٬۰۶۹ فوت (۱٬۵۴۵ متر) | ۱۸۶۰           | $۴۷٬۷۱۶                        | Jedediah Morgan Grant, father to LDS Church President Heber J. Grant                                                                             |
| مورونی             | شهرستان سنپیت                             | ۱٬۴۲۳        | ۱٫۰۷ مایل مربع (۲٫۸ کیلومتر مربع)     | ۵٬۵۳۱ فوت (۱٬۶۸۶ متر) | ۱۸۵۹           | $۳۲٬۳۷۵                        | Moroni, a prophet from the کتاب مورمون |
| مونت پلزنت         | شهرستان سنپیت                             | ۳٬۲۶۰        | ۲٫۸۸ مایل مربع (۷٫۵ کیلومتر مربع)     | ۵٬۹۲۵ فوت (۱٬۸۰۶ متر) | ۱۸۵۲           | $۳۳٬۶۰۳                        | Pleasant view of the surrounding mountains |
| مورای              | شهرستان سالت‌لیک                           | ۴۶٬۷۴۶       | ۱۲٫۲۹ مایل مربع (۳۱٫۸ کیلومتر مربع)   | ۴٬۳۰۱ فوت (۱٬۳۱۱ متر) | ۱۸۴۸           | $۴۵٬۵۶۹                        | Eli Houston Murray, territorial Governor of Utah                                                                                                 |
| مایتن              | شهرستان دوشن                              | ۵۶۹          | ۱٫۰۲ مایل مربع (۲٫۶ کیلومتر مربع)     | ۵٬۰۸۵ فوت (۱٬۵۵۰ متر) | 1905           | $۲۳٬۴۷۲                        | Major H. P. Myton of the U.S. Army |
| ناپل               | شهرستان یینتا                             | ۱٬۷۵۵        | ۶٫۶ مایل مربع (۱۷ کیلومتر مربع)       | ۵٬۲۳۰ فوت (۱٬۵۹۰ متر) | ۱۸۷۸           | $۴۳٬۱۵۸                        | ناپل، ایتالیا |
| نفی، یوتا*         | شهرستان جواب                              | ۵٬۳۸۹        | ۴٫۵۸ مایل مربع (۱۱٫۹ کیلومتر مربع)    | ۵٬۱۲۸ فوت (۱٬۵۶۳ متر) | ۱۸۵۱           | $۳۸٬۹۱۸                        | Nephi, a prophet from the کتاب مورمون |
| نیو هارمونی        | شهرستان واشینگتن                          | ۲۰۷          | ۰٫۶۱ مایل مربع (۱٫۶ کیلومتر مربع)     | ۵٬۳۰۵ فوت (۱٬۶۱۷ متر) | [ a ]          | $۳۴٬۵۸۳                        | Harmony, Pennsylvania, where جوزف اسمیت translated the کتاب مورمون                                                                               |
| نیوتون             | شهرستان کش                                | ۷۸۹          | ۰٫۷۹ مایل مربع (۲٫۰ کیلومتر مربع)     | ۴٬۵۳۴ فوت (۱٬۳۸۲ متر) | ۱۸۶۹           | $۴۵٬۰۰۰                        | Originally called New Town, but the name was shortened                                                                                           |
| نیبلی              | شهرستان کش                                | ۵٬۴۳۸        | ۴٫۰۳ مایل مربع (۱۰٫۴ کیلومتر مربع)    | ۴٬۵۵۴ فوت (۱٬۳۸۸ متر) | 1855           | $۵۲٬۲۷۳                        | Charles W. Nibley, a local leader of the LDS Church                                                                                              |
| لوگان شمالی        | شهرستان کش                                | ۸٬۲۶۹        | ۶٫۹۷ مایل مربع (۱۸٫۱ کیلومتر مربع)    | ۴٬۶۹۲ فوت (۱٬۴۳۰ متر) | [ a ]          | $۴۹٬۱۵۴                        | Located north of لوگان، یوتا |
| اوجن شمالی         | شهرستان وبر                               | ۱۷٬۳۵۷       | ۷٫۰۴ مایل مربع (۱۸٫۲ کیلومتر مربع)    | ۴٬۵۰۱ فوت (۱٬۳۷۲ متر) | ۱۸۵۰           | $۵۹٬۵۵۶                        | Located north of اودن، یوتا |
| سالت لیک شمالی     | شهرستان دیویس                             | ۱۶٬۳۲۲       | ۸٫۵۹ مایل مربع (۲۲٫۲ کیلومتر مربع)    | ۴٬۳۳۴ فوت (۱٬۳۲۱ متر) | [ a ]          | $۴۷٬۰۵۲                        | Located north of سالت‌لیک‌سیتی |
| اوک سیتی           | شهرستان میلارد                            | ۵۷۸          | ۰٫۹۲ مایل مربع (۲٫۴ کیلومتر مربع)     | ۵٬۱۱۲ فوت (۱٬۵۵۸ متر) | ۱۸۶۸           | $۴۷٬۳۷۵                        | Sits adjacent to Oak Creek |
| اوکلی              | شهرستان سامیت                             | ۱٬۴۷۰        | ۶٫۸۹ مایل مربع (۱۷٫۸ کیلومتر مربع)    | ۶٬۴۳۴ فوت (۱٬۹۶۱ متر) | ۱۸۶۸           | $۶۱٬۲۵۰                        | The scrub oak species gambel oak found in the area                                                                                               |
| اودن، یوتا*        | شهرستان وبر                               | ۸۲٬۸۲۵       | ۲۷٫۱ مایل مربع (۷۰ کیلومتر مربع)      | ۴٬۳۰۰ فوت (۱٬۳۰۰ متر) | ۱۸۴۷           | $۳۴٬۰۴۷                        | Peter Skene Ogden, a trapper for the هادسونز بی کمپانی                                                                                           |
| افیر               | شهرستان تویلی                             | ۳۸           | ۰٫۱۴ مایل مربع (۰٫۳۶ کیلومتر مربع)    | ۶٬۴۹۶ فوت (۱٬۹۸۰ متر) | [ a ]          | $۵۰٬۰۰۰                        | The Ophir Gold Mine that was located in the area                                                                                                 |
| اورنجویل           | شهرستان امری                              | ۱٬۴۷۰        | ۱٫۳۵ مایل مربع (۳٫۵ کیلومتر مربع)     | ۵٬۷۷۸ فوت (۱٬۷۶۱ متر) | ۱۸۷۸           | $۴۵٬۰۵۷                        | Orange Seely, a settler in the area |
| اوردرویل           | شهرستان کین                               | ۵۷۷          | ۹٫۱۶ مایل مربع (۲۳٫۷ کیلومتر مربع)    | ۵٬۴۴۹ فوت (۱٬۶۶۱ متر) | ۱۸۷۵           | $۳۵٬۷۶۹                        | The United Order, a جمع‌گرایی movement of the LDS Church                                                                                          |
| آوریم              | شهرستان یوتا                              | ۸۸٬۳۲۸       | ۱۸٫۲۹ مایل مربع (۴۷٫۴ کیلومتر مربع)   | ۴٬۷۷۴ فوت (۱٬۴۵۵ متر) | ۱۸۵۰           | $۴۷٬۵۲۹                        | Walter Orem, President of the Salt Lake and Utah Electric Interurban Railroad                                                                    |
| پنگوئیچ، یوتا*     | شهرستان گارفیلد                           | ۱٬۵۲۰        | ۲٫۱۴ مایل مربع (۵٫۵ کیلومتر مربع)     | ۶٬۶۲۴ فوت (۲٬۰۱۹ متر) | ۱۸۶۶           | $۳۳٬۵۰۰                        | A سرخ‌پوستان ایالات متحده آمریکا name for nearby Panguitch Lake meaning "water" and "fish"                                                        |
| پارادیس            | شهرستان کش                                | ۹۰۴          | ۱٫۲۹ مایل مربع (۳٫۳ کیلومتر مربع)     | ۴٬۹۰۲ فوت (۱٬۴۹۴ متر) | ۱۸۶۰           | $۴۷٬۳۴۴                        | For the beautiful scenery |
| پاراگونا           | شهرستان آیرون                             | ۴۸۸          | ۰٫۶۴ مایل مربع (۱٫۷ کیلومتر مربع)     | ۵٬۸۷۹ فوت (۱٬۷۹۲ متر) | ۱۸۵۱           | $۳۳٬۹۵۸                        | سرخ‌پوستان ایالات متحده آمریکا name for the nearby Little Salt Lake that means "marshland"                                                        |
| پارک سیتی          | شهرستان سامیت                             | ۷٬۵۵۸        | ۱۷٫۵۷ مایل مربع (۴۵٫۵ کیلومتر مربع)   | ۷٬۰۰۰ فوت (۲٬۱۰۰ متر) | ۱۸۶۹           | $۶۵٬۸۰۰                        | For nearby Parley's Park, a meadow atop Parley's Canyon                                                                                          |
| پارووان، یوتا*     | شهرستان آیرون                             | ۲٬۷۹۰        | ۶٫۶۶ مایل مربع (۱۷٫۲ کیلومتر مربع)    | ۶٬۰۱۷ فوت (۱٬۸۳۴ متر) | ۱۸۵۱           | $۳۲٬۴۲۶                        | From the سرخ‌پوستان ایالات متحده آمریکا words paragoons and pahoan, meaning "marsh people"                                                        |
| پیسون              | شهرستان یوتا                              | ۱۸٬۲۹۴       | ۸٫۶۷ مایل مربع (۲۲٫۵ کیلومتر مربع)    | ۴٬۷۰۰ فوت (۱٬۴۰۰ متر) | ۱۸۵۰           | $۴۳٬۵۳۹                        | James Pace, an early settler of the area |
| پری                | شهرستان باکس الدر                         | ۴٬۵۱۲        | ۸٫۰۴ مایل مربع (۲۰٫۸ کیلومتر مربع)    | ۴٬۳۶۷ فوت (۱٬۳۳۱ متر) | ۱۸۵۳           | $۵۲٬۵۰۰                        | Lorenzo Perry, first LDS Church Bishop of the town                                                                                               |
| پلین سیتی          | شهرستان وبر                               | ۵٬۴۷۶        | ۱۱٫۹۵ مایل مربع (۳۱٫۰ کیلومتر مربع)   | ۴٬۲۴۲ فوت (۱٬۲۹۳ متر) | ۱۸۵۹           | $۵۷٬۶۰۱                        | Originally called City on the Plains |
| پلزنت گروو         | شهرستان یوتا                              | ۳۳٬۵۰۹       | ۹٫۱۷ مایل مربع (۲۳٫۸ کیلومتر مربع)    | ۴٬۶۲۳ فوت (۱٬۴۰۹ متر) | ۱۸۴۹           | $۵۲٬۰۳۶                        | The grove of cottonwood trees found in the area                                                                                                  |
| پلزنت ویو          | شهرستان وبر                               | ۷٬۹۷۹        | ۶٫۹۱ مایل مربع (۱۷٫۹ کیلومتر مربع)    | ۵٬۶۳۲ فوت (۱٬۷۱۷ متر) | ۱۸۵۱           | $۶۲٬۱۲۳                        | For the beautiful view of the surrounding valley                                                                                                 |
| پلیموث             | شهرستان باکس الدر                         | ۴۱۴          | ۰٫۶۵ مایل مربع (۱٫۷ کیلومتر مربع)     | ۴٬۴۸۸ فوت (۱٬۳۶۸ متر) | ۱۸۶۹           | $۴۱٬۲۵۰                        | A large rock in the area resembled Plymouth Rock                                                                                                 |
| پورتج              | شهرستان باکس الدر                         | ۲۴۵          | ۲٫۹۹ مایل مربع (۷٫۷ کیلومتر مربع)     | ۴٬۳۶۷ فوت (۱٬۳۳۱ متر) | ۱۸۶۷           | $۴۳٬۱۲۵                        | شهرستان پورتیج، اوهایو، اوهایو، the birthplace of LDS Church President Lorenzo Snow                                                              |
| پرایس، یوتا*       | شهرستان کربن                              | ۸٬۷۱۵        | ۵٫۰۷ مایل مربع (۱۳٫۱ کیلومتر مربع)    | ۵٬۶۲۷ فوت (۱٬۷۱۵ متر) | ۱۸۷۹           | $۳۱٬۶۸۷                        | From the nearby Price River which got its name from a local explorer William Price                                                               |
| پراویدنس           | شهرستان کش                                | ۷٬۰۷۵        | ۳٫۷۹ مایل مربع (۹٫۸ کیلومتر مربع)     | ۴٬۵۹۶ فوت (۱٬۴۰۱ متر) | ۱۸۵۹           | $۵۶٬۱۲۹                        | [ c ] |
| پرووو، یوتا*       | شهرستان یوتا                              | ۱۱۲٬۴۸۸      | ۴۷٫۱۷ مایل مربع (۱۲۲٫۲ کیلومتر مربع)  | ۴٬۵۵۱ فوت (۱٬۳۸۷ متر) | ۱۸۵۰           | $۳۴٬۳۱۳                        | Étienne Provost, a trapper who visited the area                                                                                                  |
| راندولف، یوتا*     | شهرستان ریچ                               | ۴۶۴          | ۱٫۰۴ مایل مربع (۲٫۷ کیلومتر مربع)     | ۶٬۲۸۳ فوت (۱٬۹۱۵ متر) | ۱۸۷۰           | $۳۴٬۷۹۲                        | Randolph Stewart, an early settler and first LDS Church Bishop of the area                                                                       |
| ردموند             | شهرستان سویر                              | ۷۳۰          | ۰٫۹۸ مایل مربع (۲٫۵ کیلومتر مربع)     | ۵٬۱۰۵ فوت (۱٬۵۵۶ متر) | ۱۸۷۵           | $۴۰٬۳۱۳                        | Red-colored mounds west of town |
| ریچفیلد، یوتا*     | شهرستان سویر                              | ۷٬۵۵۱        | ۵٫۶۹ مایل مربع (۱۴٫۷ کیلومتر مربع)    | ۵٬۳۵۴ فوت (۱٬۶۳۲ متر) | ۱۸۶۳           | $۳۶٬۰۲۴                        | After a bountiful crop of wheat that was produced in 1865                                                                                        |
| ریچموند            | شهرستان کش                                | ۲٬۴۷۰        | ۳٫۴۵ مایل مربع (۸٫۹ کیلومتر مربع)     | ۴٬۶۱۰ فوت (۱٬۴۱۰ متر) | ۱۸۵۹           | $۴۲٬۱۳۸                        | Rich fertile soil of the valley |
| ریوردیل            | شهرستان وبر                               | ۸٬۴۲۶        | ۴٫۵۷ مایل مربع (۱۱٫۸ کیلومتر مربع)    | ۴٬۳۷۰ فوت (۱٬۳۳۰ متر) | 1850           | $۴۴٬۳۷۵                        | The city's location next to the Ogden River |
| ریور هایتس         | شهرستان کش                                | ۱٬۷۳۴        | ۰٫۶۳ مایل مربع (۱٫۶ کیلومتر مربع)     | ۴٬۵۸۰ فوت (۱٬۴۰۰ متر) | [ a ]          | $۵۳٬۷۵۰                        | Located above the Logan River |
| ریورتون            | شهرستان سالت‌لیک                           | ۳۸٬۷۵۳       | ۱۲٫۶۳ مایل مربع (۳۲٫۷ کیلومتر مربع)   | ۴٬۴۳۹ فوت (۱٬۳۵۳ متر) | ۱۸۷۰           | $۶۳٬۹۸۰                        | The city's location next to the Jordan River |
| راکویل             | شهرستان واشینگتن                          | ۲۴۵          | ۸٫۲۳ مایل مربع (۲۱٫۳ کیلومتر مربع)    | ۳٬۷۴۰ فوت (۱٬۱۴۰ متر) | ۱۸۶۰           | $۳۷٬۹۱۷                        | After the rocky soil of the area |
| راکی ریج           | شهرستان جواب                              | ۷۳۳          | ۲٫۱۲ مایل مربع (۵٫۵ کیلومتر مربع)     | ۴٬۹۹۰ فوت (۱٬۵۲۰ متر) | [ a ]          | $۳۱٬۹۴۴                        | [ c ] |
| روزولت             | شهرستان دوشن                              | ۶٬۰۴۶        | ۵٫۵۷ مایل مربع (۱۴٫۴ کیلومتر مربع)    | ۵٬۰۹۵ فوت (۱٬۵۵۳ متر) | ۱۹۰۵           | $۲۹٬۱۹۰                        | تئودور روزولت، رئیس‌جمهور ایالات متحده آمریکا |
| روی                | شهرستان وبر                               | ۳۶٬۸۸۴       | ۷٫۹۲ مایل مربع (۲۰٫۵ کیلومتر مربع)    | ۴٬۵۴۱ فوت (۱٬۳۸۴ متر) | ۱۸۷۶           | $۴۹٬۶۱۱                        | Roy C. Peebles was the name of the recently deceased son of area resident David P. Peebles                                                       |
| راش ولی            | شهرستان تویلی                             | ۴۴۷          | ۱۸٫۳۴ مایل مربع (۴۷٫۵ کیلومتر مربع)   | ۵٬۰۴۳ فوت (۱٬۵۳۷ متر) | ۱۸۵۶           | $۴۶٬۸۷۵                        | Nearby Rush Lake |
| سنت جرج، یوتا*     | شهرستان واشینگتن                          | ۷۲٬۸۹۷       | ۷۰٫۹۲ مایل مربع (۱۸۳٫۷ کیلومتر مربع)  | ۲٬۸۶۰ فوت (۸۷۰ متر)   | ۱۸۶۱           | $۳۶٬۵۰۵                        | George A. Smith, a LDS Church Apostle |
| سیلم               | شهرستان یوتا                              | ۶٬۴۲۳        | ۱۰٫۱۹ مایل مربع (۲۶٫۴ کیلومتر مربع)   | ۴٬۶۱۰ فوت (۱٬۴۱۰ متر) | ۱۸۵۱           | $۵۴٬۸۱۳                        | سیلم، ماساچوست، ماساچوست |
| سالینا             | شهرستان سویر                              | ۲٬۴۸۹        | ۶٫۱۸ مایل مربع (۱۶٫۰ کیلومتر مربع)    | ۵٬۱۶۱ فوت (۱٬۵۷۳ متر) | ۱۸۶۳           | $۳۴٬۸۸۶                        | Nearby salt deposits |
| سالت‌لیک‌سیتی*       | شهرستان سالت‌لیک                           | ۱۸۶٬۴۴۰      | ۱۱۱٫۷۳ مایل مربع (۲۸۹٫۴ کیلومتر مربع) | ۴٬۲۲۶ فوت (۱٬۲۸۸ متر) | ۱۸۴۷           | $۳۶٬۹۴۴                        | Nearby دریاچه نمک یوتا |
| سندی               | شهرستان سالت‌لیک                           | ۸۷٬۴۶۱       | ۲۲٫۸۸ مایل مربع (۵۹٫۳ کیلومتر مربع)   | ۴٬۴۵۰ فوت (۱٬۳۶۰ متر) | ۱۸۷۱           | $۶۶٬۴۵۸                        | [ c ] |
| سانتا کلارا        | شهرستان واشینگتن                          | ۶٬۰۰۳        | ۵٫۵۳ مایل مربع (۱۴٫۳ کیلومتر مربع)    | ۲٬۷۶۲ فوت (۸۴۲ متر)   | ۱۸۵۴           | $۵۲٬۷۷۰                        | Town is located on the Santa Clara Creek |
| سانتاکین           | شهرستان یوتا                              | ۹٬۱۲۸        | ۱۰٫۳۹ مایل مربع (۲۶٫۹ کیلومتر مربع)   | ۴٬۹۸۴ فوت (۱٬۵۱۹ متر) | ۱۸۵۱           | $۴۴٬۵۳۱                        | A local مردم یوت leader |
| ساراتوگا اسپرینگز  | شهرستان یوتا                              | ۱۷٬۷۸۱       | ۱۶٫۷۵ مایل مربع (۴۳٫۴ کیلومتر مربع)   | ۴٬۵۰۵ فوت (۱٬۳۷۳ متر) | [ a ]          | $۶۲٬۲۱۲                        | Saratoga, ایالت نیویورک and the local springs |
| سایپیو             | شهرستان میلارد                            | ۳۲۷          | ۰٫۹۳ مایل مربع (۲٫۴ کیلومتر مربع)     | ۵٬۳۱۵ فوت (۱٬۶۲۰ متر) | ۱۸۵۹           | $۳۰٬۲۷۷                        | Scipio Kenner, a settler of the area |
| اسکوفیلد           | شهرستان کربن                              | ۲۴           | ۰٫۷۰ مایل مربع (۱٫۸ کیلومتر مربع)     | ۷٬۷۳۹ فوت (۲٬۳۵۹ متر) | ۱۸۷۹           | $۲۶٬۲۵۰                        | General Charles W. Scofield, a local mine official                                                                                               |
| زیگفرید            | شهرستان سویر                              | ۴۲۹          | ۰٫۹۸ مایل مربع (۲٫۵ کیلومتر مربع)     | ۵٬۲۲۶ فوت (۱٬۵۹۳ متر) | ۱۸۷۴           | $۳۲٬۸۱۳                        | زیگورد، The Danish residents named the town after the اساطیر اسکاندیناوی hero                                                                    |
| اسمیت‌فیلد          | شهرستان کش                                | ۹٬۴۹۵        | ۴٫۹۸ مایل مربع (۱۲٫۹ کیلومتر مربع)    | ۴٬۶۰۳ فوت (۱٬۴۰۳ متر) | ۱۸۵۹           | $۴۷٬۷۴۵                        | John Glover Smith, the first LDS Bishop of the area                                                                                              |
| اسنوویل            | شهرستان باکس الدر                         | ۱۶۷          | ۱٫۵۴ مایل مربع (۴٫۰ کیلومتر مربع)     | ۴٬۵۴۷ فوت (۱٬۳۸۶ متر) | ۱۸۷۱           | $۲۴٬۳۷۵                        | Lorenzo Snow, LDS Church President |
| ساوت جردن          | شهرستان سالت‌لیک                           | ۵۰٬۴۱۸       | ۲۲٫۱۳ مایل مربع (۵۷٫۳ کیلومتر مربع)   | ۴٬۴۳۹ فوت (۱٬۳۵۳ متر) | ۱۸۵۹           | $۷۵٬۴۳۳                        | The nearby Jordan River and its location south of وست جردن، یوتا                                                                                 |
| ساوت اودن          | شهرستان وبر                               | ۱۶٬۵۳۲       | ۳٫۶۹ مایل مربع (۹٫۶ کیلومتر مربع)     | ۴٬۴۴۹ فوت (۱٬۳۵۶ متر) | ۱۸۴۸           | $۴۶٬۷۹۴                        | Located south of اودن، یوتا |
| ساوت سالت لیک      | شهرستان سالت‌لیک                           | ۲۳٬۶۱۷       | ۶٫۹۴ مایل مربع (۱۸٫۰ کیلومتر مربع)    | ۴٬۲۲۵ فوت (۱٬۲۸۸ متر) | [ a ]          | $۲۹٬۸۰۱                        | Located south of سالت‌لیک‌سیتی |
| ساوت وبر           | شهرستان دیویس                             | ۶٬۰۵۱        | ۴٫۷۲ مایل مربع (۱۲٫۲ کیلومتر مربع)    | ۴٬۵۵۱ فوت (۱٬۳۸۷ متر) | ۱۸۵۱           | $۷۰٬۶۵۶                        | Located on the south side of the Weber River |
| اسپنیش فورک        | شهرستان یوتا                              | ۳۴٬۶۹۱       | ۱۵٫۳۹ مایل مربع (۳۹٫۹ کیلومتر مربع)   | ۴٬۵۷۷ فوت (۱٬۳۹۵ متر) | ۱۸۵۱           | $۴۸٬۷۰۵                        | The nearby Spanish Fork River where Spanish explorer Silvestre Vélez de Escalante entered the Utah Valley                                        |
| اسپرینگ سیتی       | شهرستان سنپیت                             | ۹۸۸          | ۱٫۳۳ مایل مربع (۳٫۴ کیلومتر مربع)     | ۵٬۸۲۳ فوت (۱٬۷۷۵ متر) | ۱۸۵۲           | $۳۴٬۶۰۹                        | The nearby springs |
| اسپرینگدیل         | شهرستان واشینگتن                          | ۵۲۹          | ۴٫۶۳ مایل مربع (۱۲٫۰ کیلومتر مربع)    | ۳٬۸۹۸ فوت (۱٬۱۸۸ متر) | ۱۸۶۲           | $۴۱٬۶۰۷                        | The nearby springs |
| اسپرینگویل         | شهرستان یوتا                              | ۲۹٬۴۶۶       | ۱۴٫۴۳ مایل مربع (۳۷٫۴ کیلومتر مربع)   | ۴٬۵۷۷ فوت (۱٬۳۹۵ متر) | ۱۸۵۰           | $۴۶٬۴۷۲                        | The nearby springs |
| استرلینگ           | شهرستان سنپیت                             | ۲۶۲          | ۰٫۳۰ مایل مربع (۰٫۷۸ کیلومتر مربع)    | ۵٬۵۷۴ فوت (۱٬۶۹۹ متر) | ۱۸۷۳           | $۲۷٬۰۱۹                        | The "sterling" qualities of its people |
| استاکتون           | شهرستان تویلی                             | ۶۱۶          | ۱٫۶۳ مایل مربع (۴٫۲ کیلومتر مربع)     | ۵٬۱۱۸ فوت (۱٬۵۶۰ متر) | [ a ]          | $۴۰٬۹۳۸                        | استوکتون، کالیفرنیا، کالیفرنیا where many of the soldiers who settled the area were from                                                         |
| سانی ساید          | شهرستان کربن                              | ۳۷۷          | ۳٫۱۳ مایل مربع (۸٫۱ کیلومتر مربع)     | ۶٬۴۱۴ فوت (۱٬۹۵۵ متر) | ۱۹۱۲           | $۳۲٬۹۵۵                        | The coal mine located on the sunny side of the valley                                                                                            |
| سان‌ست              | شهرستان دیویس                             | ۵٬۱۲۲        | ۱٫۳۱ مایل مربع (۳٫۴ کیلومتر مربع)     | ۴٬۵۱۱ فوت (۱٬۳۷۵ متر) | [ a ]          | $۴۱٬۷۲۶                        | Located on a ridge with views of the sunset over the دریاچه نمک یوتا                                                                             |
| سیراکیوز           | شهرستان دیویس                             | ۲۴٬۳۳۱       | ۹٫۵۸ مایل مربع (۲۴٫۸ کیلومتر مربع)    | ۴٬۲۸۵ فوت (۱٬۳۰۶ متر) | ۱۸۷۸           | $۵۸٬۲۲۳                        | Named for a local resort on the دریاچه نمک یوتا which was named after سیراکیوز، نیویورک، ایالت نیویورک                                           |
| تابیونا            | شهرستان دوشن                              | ۱۷۱          | ۰٫۱۳ مایل مربع (۰٫۳۴ کیلومتر مربع)    | ۶٬۵۱۶ فوت (۱٬۹۸۶ متر) | ۱۸۶۰           | $۲۸٬۷۵۰                        | Originally called Tabby and Tabbyville referring to مردم یوت leader Tava whose nickname was Tabby                                                |
| تیلورزویل          | شهرستان سالت‌لیک                           | ۵۸٬۶۵۲       | ۱۰٫۸۵ مایل مربع (۲۸٫۱ کیلومتر مربع)   | ۴٬۲۹۵ فوت (۱٬۳۰۹ متر) | ۱۸۴۸           | $۴۷٬۲۳۶                        | John Taylor, LDS Church President |
| توئل، یوتا*        | شهرستان تویلی                             | ۳۱٬۶۰۵       | ۲۱٫۴۶ مایل مربع (۵۵٫۶ کیلومتر مربع)   | ۵٬۰۴۳ فوت (۱٬۵۳۷ متر) | ۱۸۵۱           | $۴۳٬۸۶۲                        | سرخ‌پوستان ایالات متحده آمریکا Goshute tribe leader Tuilla                                                                                        |
| تاکوئرویل          | شهرستان واشینگتن                          | ۱٬۳۷۰        | ۱۵٫۱۳ مایل مربع (۳۹٫۲ کیلومتر مربع)   | ۳٬۳۸۹ فوت (۱٬۰۳۳ متر) | ۱۸۵۸           | $۳۴٬۰۳۸                        | سرخ‌پوستان ایالات متحده آمریکا Piute tribe leader Toquer                                                                                          |
| توری               | شهرستان وین                               | ۱۸۲          | ۰٫۵۱ مایل مربع (۱٫۳ کیلومتر مربع)     | ۶٬۸۳۷ فوت (۲٬۰۸۴ متر) | [ a ]          | $۲۵٬۸۵۹                        | Colonel Torrey, a veteran of the جنگ آمریکا و اسپانیا                                                                                            |
| ترمونتون           | شهرستان باکس الدر                         | ۷٬۶۴۷        | ۷٫۸ مایل مربع (۲۰ کیلومتر مربع)       | ۴٬۳۲۵ فوت (۱٬۳۱۸ متر) | ۱۸۸۸           | $۴۴٬۷۸۴                        | Tremont, Illinois, where a group of settlers came from                                                                                           |
| ترنتون             | شهرستان کش                                | ۴۶۴          | ۷٫۳۳ مایل مربع (۱۹٫۰ کیلومتر مربع)    | ۴٬۴۶۲ فوت (۱٬۳۶۰ متر) | ۱۸۷۰           | $۳۱٬۲۵۰                        | ترنتون، hometown of the area's first LDS Bishop                                                                                                  |
| تراپیک             | شهرستان گارفیلد                           | ۵۳۰          | ۸٫۳۹ مایل مربع (۲۱٫۷ کیلومتر مربع)    | ۶٬۳۰۹ فوت (۱٬۹۲۳ متر) | [ a ]          | $۴۲٬۵۰۰                        | The area had a milder climate than where the settlers originally came from                                                                       |
| یونیتا             | شهرستان وبر                               | ۱٬۳۲۲        | ۱٫۰۶ مایل مربع (۲٫۷ کیلومتر مربع)     | ۴٬۵۳۷ فوت (۱٬۳۸۳ متر) | ۱۸۵۰           | $۵۲٬۳۰۰                        | Uintah band of the مردم یوت |
| ورنال، یوتا*       | شهرستان یینتا                             | ۹٬۰۸۹        | ۴٫۶۱ مایل مربع (۱۱٫۹ کیلومتر مربع)    | ۵٬۳۲۸ فوت (۱٬۶۲۴ متر) | ۱۸۷۶           | $۳۰٬۳۵۷                        | زبان لاتین word vernalis for spring, for the many springs in the area                                                                            |
| ورنون              | شهرستان تویلی                             | ۲۴۳          | ۷٫۵۳ مایل مربع (۱۹٫۵ کیلومتر مربع)    | ۵٬۵۱۵ فوت (۱٬۶۸۱ متر) | ۱۸۶۲           | $۴۲٬۵۰۰                        | Joseph Vernon, a local settler that was killed by سرخ‌پوستان ایالات متحده آمریکا                                                                  |
| وینیارد            | شهرستان یوتا                              | ۱۳۹          | ۶٫۳۵ مایل مربع (۱۶٫۴ کیلومتر مربع)    | ۴٬۵۵۷ فوت (۱٬۳۸۹ متر) | [ a ]          | $۵۵٬۳۱۳                        | The grape vines that were planted in the area |
| ویرجین             | شهرستان واشینگتن                          | ۵۹۶          | ۱۶٫۳۷ مایل مربع (۴۲٫۴ کیلومتر مربع)   | ۳٬۶۰۶ فوت (۱٬۰۹۹ متر) | ۱۸۵۷           | $۳۶٬۹۵۳                        | The nearby Virgin River |
| ولز                | شهرستان سنپیت                             | ۳۰۲          | ۰٫۳۱ مایل مربع (۰٫۸۰ کیلومتر مربع)    | ۵٬۶۲۷ فوت (۱٬۷۱۵ متر) | 1857           | $۳۵٬۳۱۳                        | Local settlers originally came from ولز |
| والزبورگ           | شهرستان واساچ                             | ۲۵۰          | ۰٫۵۲ مایل مربع (۱٫۳ کیلومتر مربع)     | ۵٬۶۷۶ فوت (۱٬۷۳۰ متر) | 1861           | $۵۵٬۳۱۳                        | William Madison Wall, local settler and explorer                                                                                                 |
| واشینگتن           | شهرستان واشینگتن                          | ۱۸٬۷۶۱       | ۳۲٫۸۹ مایل مربع (۸۵٫۲ کیلومتر مربع)   | ۲٬۷۹۲ فوت (۸۵۱ متر)   | ۱۸۵۷           | $۳۵٬۳۴۱                        | جرج واشینگتن، رئیس‌جمهور ایالات متحده آمریکا |
| واشینگتن تراس      | شهرستان وبر                               | ۹٬۰۶۷        | ۱٫۹۷ مایل مربع (۵٫۱ کیلومتر مربع)     | ۴٬۶۱۰ فوت (۱٬۴۱۰ متر) | ۱۸۷۸           | $۴۲٬۲۴۳                        | [ c ] |
| ولینگتون           | شهرستان کربن                              | ۱٬۶۷۶        | ۵٫۱۳ مایل مربع (۱۳٫۳ کیلومتر مربع)    | ۵٬۴۱۳ فوت (۱٬۶۵۰ متر) | ۱۸۷۸           | $۳۶٬۹۷۹                        | Wellington Seeley Jr. , Judge of the Emery County Court                                                                                          |
| ولزویل             | شهرستان کش                                | ۳٬۴۳۲        | ۶٫۶۱ مایل مربع (۱۷٫۱ کیلومتر مربع)    | ۴٬۵۴۷ فوت (۱٬۳۸۶ متر) | ۱۸۵۶           | $۴۹٬۱۱۵                        | Daniel H. Wells, LDS Church Apostle |
| ونداور             | شهرستان تویلی                             | ۱٬۴۰۰        | ۹٫۰۶ مایل مربع (۲۳٫۵ کیلومتر مربع)    | ۴٬۲۹۱ فوت (۱٬۳۰۸ متر) | ۱۹۰۶           | $۳۱٬۱۹۶                        | [ c ] |
| وست بونتیفول       | شهرستان دیویس                             | ۵٬۲۶۵        | ۳٫۲۶ مایل مربع (۸٫۴ کیلومتر مربع)     | ۴٬۲۶۸ فوت (۱٬۳۰۱ متر) | [ a ]          | $۶۱٬۰۶۳                        | Located west of بونتیفول، یوتا |
| وست هیون           | شهرستان وبر                               | ۱۰٬۲۷۲       | ۱۰٫۳ مایل مربع (۲۷ کیلومتر مربع)      | ۴٬۲۷۲ فوت (۱٬۳۰۲ متر) | ۱۸۵۴           | $۵۷٬۱۲۰                        | [ c ] |
| وست جردن           | شهرستان سالت‌لیک                           | ۱۰۳٬۷۱۲      | ۳۲٫۴۶ مایل مربع (۸۴٫۱ کیلومتر مربع)   | ۴٬۳۷۳ فوت (۱٬۳۳۳ متر) | ۱۸۴۸           | $۵۵٬۷۹۴                        | Located on the west side of the Jordan River |
| وست پوینت          | شهرستان دیویس                             | ۹٬۵۱۱        | ۷٫۳۵ مایل مربع (۱۹٫۰ کیلومتر مربع)    | ۴٬۳۱۴ فوت (۱٬۳۱۵ متر) | ۱۸۶۷           | $۵۶٬۵۶۳                        | [ c ] |
| وست ولی سیتی       | شهرستان سالت‌لیک                           | ۱۲۹٬۴۸۰      | ۳۵٫۶۱ مایل مربع (۹۲٫۲ کیلومتر مربع)   | ۴٬۳۰۴ فوت (۱٬۳۱۲ متر) | ۱۸۴۹           | $۴۵٬۷۷۳                        | Located on the western side of the Salt Lake Valley                                                                                              |
| ویلارد             | شهرستان باکس الدر                         | ۱٬۷۷۲        | ۷٫۲۲ مایل مربع (۱۸٫۷ کیلومتر مربع)    | ۴٬۳۵۰ فوت (۱٬۳۳۰ متر) | ۱۸۵۱           | $۵۲٬۱۵۰                        | Willard Richards, a LDS Church Apostle |
| وودلند هیلز        | شهرستان یوتا                              | ۱٬۳۴۴        | ۲٫۲۶ مایل مربع (۵٫۹ کیلومتر مربع)     | ۵٬۳۳۱ فوت (۱٬۶۲۵ متر) | ۱۸۶۷           | $۸۰٬۸۵۴                        | Located at the base of canyon where groves of trees are located                                                                                  |
| وودروف             | شهرستان ریچ                               | ۱۸۰          | ۰٫۴۶ مایل مربع (۱٫۲ کیلومتر مربع)     | ۶٬۳۳۹ فوت (۱٬۹۳۲ متر) | ۱۸۶۵           | $۴۳٬۰۰۰                        | Wilford Woodruff, LDS Church President |
| وودز کراس          | شهرستان دیویس                             | ۹٬۷۶۱        | ۳٫۸۸ مایل مربع (۱۰٫۰ کیلومتر مربع)    | ۴٬۳۷۷ فوت (۱٬۳۳۴ متر) | ۱۸۶۵           | $۴۶٬۲۷۱                        | Daniel C. Wood, an early settler |